# Куфа
Ку́фа или Ал-Ку́фа (на арабски: الكوفة) е средновековен град в централен Ирак, разположен на река Ефрат, на 170 км южно от Багдад. Основан през 638 г. като един от първите арабски градове в Месопотамия, Куфа изиграва важна роля в историята на исляма. Това е един от четирите града, свещени за шиитите, заедно със Самара, Кербала и Наджаф. Градът е последната столица на Праведния халифат. Към 2003 година населението му е около 110 000 жители, но за външния свят Куфа и Наджаф се възприемат като една агломерация, известна като Наджаф.